# Róisín Shortall
Pour les articles homonymes, voir Shortall.
Róisín Shortall (née le 25 avril 1954), est une femme politique irlandaise. Elle est Teachta Dála de la circonscription de Dublin North-West depuis 1992. 
Elle est Ministre des soins médicaux de mars 2011 à septembre 2012.
Elle a fondé le parti irlandais des Sociaux-démocrates avec Catherine Murphy et Stephen Donnelly.